# Colt Defender
 (mars 2025).
La mise en forme du texte ne suit pas les recommandations de Wikipédia : il faut le « wikifier ».
Les points d'amélioration suivants sont les cas les plus fréquents :
- Les titres sont pré-formatés par le logiciel. Ils ne sont ni en capitales, ni en gras.
- Le texte ne doit pas être écrit en capitales (les noms de famille non plus), ni en gras, ni en italique, ni en « petit »…
- Le gras n'est utilisé que pour surligner le titre de l'article dans l'introduction, une seule fois.
- L'italique est rarement utilisé : mots en langue étrangère, titres d'œuvres, noms de bateaux, etc.
- Les citations ne sont pas en italique mais en corps de texte normal. Elles sont entourées par des guillemets français : « et ».
- Les listes à puces sont à éviter, des paragraphes rédigés étant largement préférés. Les tableaux sont à réserver à la présentation de données structurées (résultats, etc.).
- Les appels de note de bas de page (petits chiffres en exposant, introduits par l'outil «  Source ») sont à placer entre la fin de phrase et le point final[comme ça].
- Les liens internes (vers d'autres articles de Wikipédia) sont à choisir avec parcimonie. Créez des liens vers des articles approfondissant le sujet. Les termes génériques sans rapport avec le sujet sont à éviter, ainsi que les répétitions de liens vers un même terme.
- Les liens externes sont à placer uniquement dans une section « Liens externes », à la fin de l'article. Ces liens sont à choisir avec parcimonie suivant les règles définies. Si un lien sert de source à l'article, son insertion dans le texte est à faire par les notes de bas de page.
- La présentation des références doit suivre les conventions bibliographiques. Il est recommandé d'utiliser les modèles {{Ouvrage}}, {{Chapitre}}, {{Article}}, {{Lien web}} et/ou {{Bibliographie}}. Le mode d'édition visuel peut mettre en forme automatiquement les références.
- Insérer une infobox (cadre d'informations à droite) n'est pas obligatoire pour parachever la mise en page.

Pour une aide détaillée, merci de consulter Aide:Wikification.
Si vous pensez que ces points ont été résolus, vous pouvez retirer ce bandeau et améliorer la mise en forme d'un autre article.

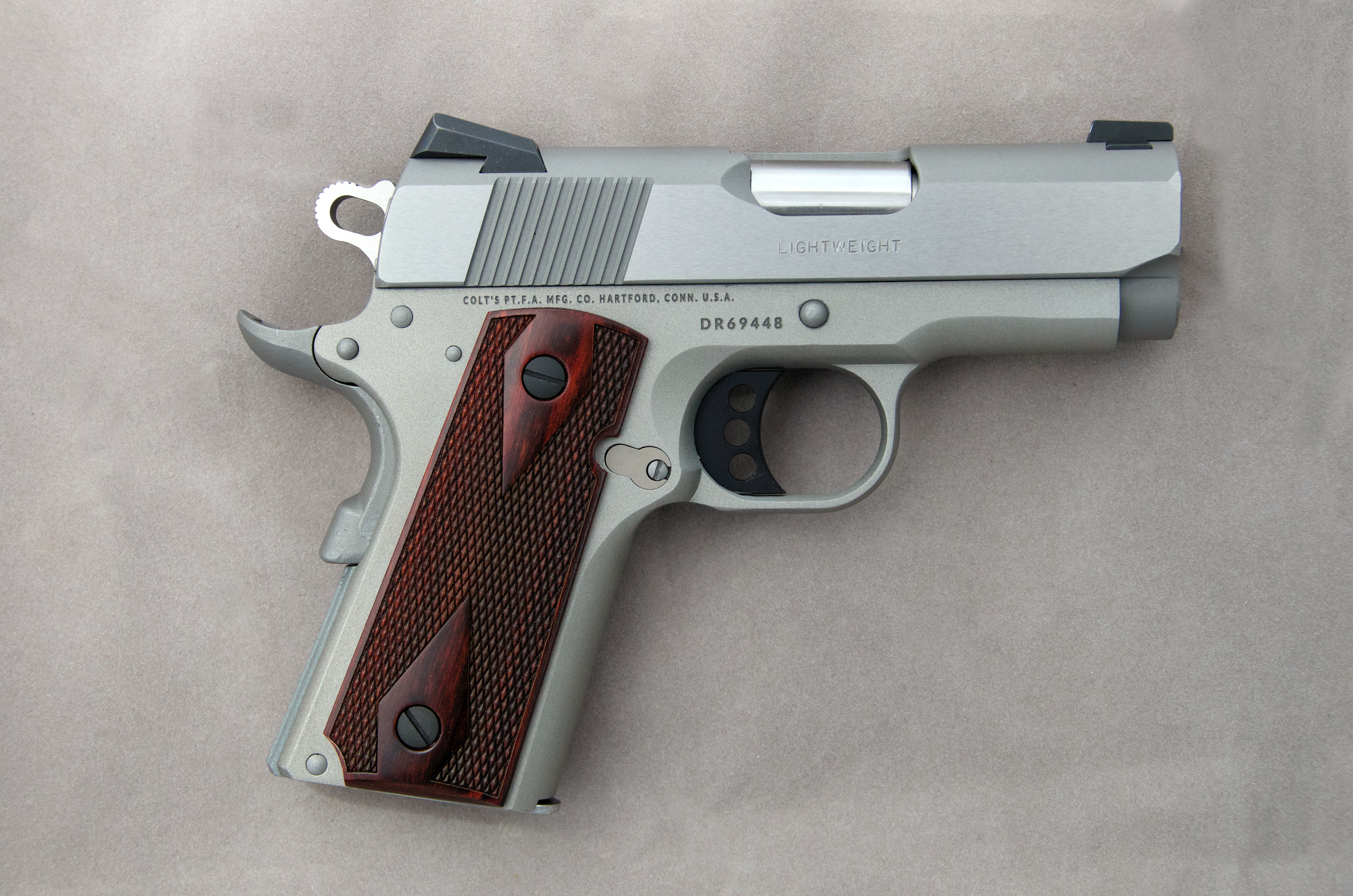
La version inox du Colt Defender

 Le pistolet Colt Defender  est variante sub-compacte du Colt M1911 lancé sur le marché nord américain à la fin des années 1990.

## Un modèle hybride
Ce pistolet est destiné à la défense personnelle à l'instar du Colt Officer's ACP. Ainsi le canon est en core plus court mesurant 76 mm  (3  pouces) et non 89 mm, mais la poignée est celle du Colt Commander, ne contenant 7 ou  8 cartouches au lieu de 6 pour le modèle Officer's ACP .

## Apparition dans la culture pop
Ce PA apparait dans les mains du Sénateur Roark (Powers Boothe) dans le film Sin City. A la TV, il arme Theresa « Tess » Servopoulos  (Anna Torv) dans la saison 1 de The Last of Us. Enfin le gamer peut le choisir dans Uncharted 3: L'Illusion de Drake.

## Caractéristiques
- Type : Pistolet automatique à simple action. Visée fixe.
- Calibre : 11,43 ou 9 mm
- Munition : .45 ACP ou 9 mm Luger
- Masse à vide : 0,7 kg (1,5 livre anglaise)
- Longueur du PA  : 17,1 cm (6,8 pouces)
- Longueur du canon : 7,62 cm (3 pouces)
- Capacité du chargeur : 7 (.45), 8 (9 mm)

## Sources
- Martin J. Dougherty, Armes à feu : encyclopédie visuelle, Elcy éditions, 304 p. (ISBN 9782753205215), p. 90.